# 9620 Ericidle
9620 Ericidle è un asteroide della fascia principale. Scoperto nel 1993, presenta un'orbita caratterizzata da un semiasse maggiore pari a 2,2508395 au e da un'eccentricità di 0,1550521, inclinata di 4,24394° rispetto all'eclittica.
L'asteroide è dedicato all'attore comico inglese Eric Idle, membro del gruppo Monty Python. Gli altri asteroidi dedicati ai membri del gruppo sono 9617 Grahamchapman, 9618 Johncleese, 9619 Terrygilliam, 9621 Michaelpalin e 9622 Terryjones.